# Éliminatoires du Championnat féminin de la CONCACAF 2018
Navigation
Édition précédente Édition suivante
Les éliminatoires du Championnat féminin de la CONCACAF 2018 déterminent les 5 équipes de la CONCACAF féminine qualifiées pour le Championnat féminin de la CONCACAF, qui se déroule aux États-Unis.

## Programme

### Qualifiés d'office
Le pays hôte et les 2 nations les mieux classées de la CONCACAF féminine au classement FIFA du 23 mars 2018 sont directement qualifiées pour la phase finale.
Pays hôte
- États-Unis

Équipes les mieux classées
- Canada (4e classement FIFA)
- Mexique (25e classement FIFA)

### Éliminatoires
- Caraïbes et Amérique centrale ont leurs propres éliminatoires.
  - Les éliminatoires des Caraïbes se déroulent en deux tours :
    - Un premier tour (du 5 au 27 mai 2018) oppose 23 équipes réparties en 3 groupes de 5 et en 2 groupes de 4 qui se rencontrent lors de tournois toutes rondes simples. Les premières de chaque groupe se qualifient pour  le second tour.
    - Un second tour (du 25 août au 2 septembre 2018) oppose 5 équipes qui se rencontrent lors de tournois toutes rondes simples. Les 3 premières se qualifient pour le Championnat féminin de la CONCACAF 2018.

  - Les éliminatoires d'Amérique centrale (du 27 au 31 août 2018) opposent 4 équipes qui se rencontrent lors de tournois toutes rondes simples. Les 2 premières se qualifient pour le Championnat féminin de la CONCACAF 2018.

### Règlement
Le règlement est celui de la CONCACAF relatif à cette compétition, des éliminatoires à la phase finale :
- une victoire compte pour 3 points ;
- un match nul compte pour 1 point ;
- une défaite compte pour 0 point.

Le classement des équipes est établi grâce aux critères suivants :
1. Plus grand nombre de points obtenus dans tous les matchs du groupe ;
2. Meilleure différence de buts dans tous les matchs du groupe ;
3. Plus grand nombre de buts marqués dans tous les matchs du groupe ;
4. Plus grand nombre de points obtenus entre les équipes à égalité ;
5. Meilleure différence de buts dans tous les matchs du groupe entre les équipes à égalité ;
6. Plus grand nombre de buts marqués dans tous les matchs du groupe entre les équipes à égalité ;
7. Classement du fair-play dans tous les matchs du groupe, en appliquant le barème suivant :
  - Un carton jaune compte pour -1 point ;
  - Un second carton jaune dans le même match pour une même joueuse compte pour -3 points ;
  - Un carton rouge direct compte pour -4 points ;
8. Tirage au sort.

## Caraïbes

### Pots
Le tirage au sort a lieu le 27 mars 2018. Chaque groupe comprend une équipe du pot pays hôtes, une équipe du pot 1, une équipe du pot 2, une équipe du pot 3 et, pour les trois premiers groupes, une équipe du pot 4.
| Pays hôtes                                                               | Pot 1                                                                | Pot 2                                                                                | Pot 3                                                   | Pot 4                       |
| ------------------------------------------------------------------------ | -------------------------------------------------------------------- | ------------------------------------------------------------------------------------ | ------------------------------------------------------- | --------------------------- |
| République dominicaine Haïti Trinité-et-Tobago Antigua-et-Barbuda Guyana | Jamaïque Porto Rico Saint-Christophe-et-Niévès Bermudes Sainte-Lucie | Martinique Suriname Cuba Saint-Vincent-et-les-Grenadines Îles Vierges des États-Unis | Barbade Îles Turques-et-Caïques Aruba Dominique Curaçao | Grenade Anguilla Guadeloupe |

### Premier tour

#### Groupe A
| Rang | Équipe                     | Pts | J | G | N | P | Bp | Bc | Diff |  | Résultats (▼ dom., ► ext.) |     |     |     |      |      |
| ---- | -------------------------- | --- | - | - | - | - | -- | -- | ---- |  | -------------------------- | --- | --- | --- | ---- | ---- |
| 1    | Cuba                       | 10  | 4 | 3 | 1 | 0 | 22 | 3  | +19  |  | Cuba                       |     | 2-2 |     | 11-0 |      |
| 2    | Porto Rico                 | 8   | 4 | 2 | 2 | 0 | 17 | 2  | +15  |  | Porto Rico                 | 0-0 |     |     |      | 10-0 |
| 3    | République dominicaine (H) | 7   | 4 | 2 | 1 | 1 | 7  | 5  | +2   |  | République dominicaine (H) |     |     | 1-5 |      | 3-0  |
| 4    | Aruba                      | 3   | 4 | 1 | 0 | 3 | 2  | 20 | -18  |  | Aruba                      | 0-3 | 0-5 |     |      |      |
| 5    | Anguilla                   | 0   | 4 | 0 | 0 | 4 | 1  | 19 | -18  |  | Anguilla                   |     |     | 0-4 | 1-2  |      |

- (si en caractère gras) : Sélection qualifiée pour le second tour

#### Groupe B
| Rang | Équipe                  | Pts | J | G | N | P | Bp | Bc | Diff |  | Résultats (▼ dom., ► ext.) |      |     |     |  |      |
| ---- | ----------------------- | --- | - | - | - | - | -- | -- | ---- |  | -------------------------- | ---- | --- | --- |  | ---- |
| 1    | Jamaïque                | 7   | 3 | 2 | 1 | 0 | 18 | 2  | +16  |  | Jamaïque                   | 2-2  |     |     |  | 13-0 |
| 2    | Haïti (H)               | 7   | 3 | 2 | 1 | 0 | 15 | 2  | +13  |  | Haïti (H)                  |      |     | 2-0 |  |      |
| 3    | Martinique              | 3   | 3 | 1 | 0 | 2 | 3  | 5  | -2   |  | Martinique                 |      | 0-3 |     |  |      |
| 4    | Guadeloupe              | 0   | 3 | 0 | 0 | 3 | 0  | 27 | -27  |  | Guadeloupe                 | 0-11 |     | 0-3 |  |      |
| 5    | Îles Turques-et-Caïques | 0   | 0 | 0 | 0 | 0 | 0  | 0  | 0    |  | Îles Turques-et-Caïques    |      |     |     |  |      |

- Les Îles Turques-et-Caïques ont déclaré forfait.
- La Guadeloupe et la Martinique, n'étant pas membres de la FIFA, leur élimination n'entre pas dans le cadre des éliminatoires de la Coupe du monde.
- Seuls les drapeaux officiels peuvent être affichés ; ceux de la Guadeloupe et de la Martinique sont officiellement le drapeau de la France.

- (si en caractère gras) : Sélection qualifiée pour le second tour

#### Groupe C
| Rang | Équipe                      | Pts | J | G | N | P | Bp | Bc | Diff |  | Résultats (▼ dom., ► ext.)  |      |     |      |     |      |
| ---- | --------------------------- | --- | - | - | - | - | -- | -- | ---- |  | --------------------------- | ---- | --- | ---- | --- | ---- |
| 1    | Trinité-et-Tobago (H)       | 10  | 4 | 3 | 1 | 0 | 27 | 1  | +26  |  | Trinité-et-Tobago (H)       |      | 1-1 | 10-0 |     |      |
| 2    | Saint-Christophe-et-Niévès  | 10  | 4 | 3 | 1 | 0 | 20 | 2  | +18  |  | Saint-Christophe-et-Niévès  |      |     | 7-0  |     | 10-0 |
| 3    | Dominique                   | 4   | 4 | 1 | 1 | 2 | 5  | 6  | -1   |  | Dominique                   | 0-3  | 1-2 |      |     |      |
| 4    | Îles Vierges des États-Unis | 3   | 4 | 1 | 0 | 3 | 3  | 20 | -17  |  | Îles Vierges des États-Unis |      |     |      | 0-3 | 3-0  |
| 5    | Grenade                     | 1   | 4 | 0 | 1 | 3 | 1  | 27 | -26  |  | Grenade                     | 0-13 |     |      | 1-1 |      |

- (si en caractère gras) : Sélection qualifiée pour le second tour

#### Groupe D
| Rang | Équipe                          | Pts | J | G | N | P | Bp | Bc | Diff |  | Résultats (▼ dom., ► ext.)      |     |     |     |     |
| ---- | ------------------------------- | --- | - | - | - | - | -- | -- | ---- |  | ------------------------------- | --- | --- | --- | --- |
| 1    | Antigua-et-Barbuda (H)          | 9   | 3 | 3 | 0 | 0 | 5  | 0  | +5   |  | Antigua-et-Barbuda (H)          |     |     | 1-0 |     |
| 2    | Sainte-Lucie                    | 6   | 3 | 2 | 0 | 1 | 4  | 3  | +1   |  | Sainte-Lucie                    | 0-1 |     |     | 2-1 |
| 3    | Curaçao                         | 3   | 3 | 1 | 0 | 2 | 2  | 5  | -3   |  | Curaçao                         | 0-3 |     | 1-0 |     |
| 4    | Saint-Vincent-et-les-Grenadines | 0   | 3 | 0 | 0 | 3 | 1  | 4  | -3   |  | Saint-Vincent-et-les-Grenadines |     | 1-2 |     |     |

- (si en caractère gras) : Sélection qualifiée pour le second tour

#### Groupe E
| Rang | Équipe     | Pts | J | G | N | P | Bp | Bc | Diff |  | Résultats (▼ dom., ► ext.) |     |     |     |     |
| ---- | ---------- | --- | - | - | - | - | -- | -- | ---- |  | -------------------------- | --- | --- | --- | --- |
| 1    | Bermudes   | 7   | 3 | 2 | 1 | 0 | 6  | 4  | +2   |  | Bermudes                   |     |     |     | 3-2 |
| 2    | Guyana (H) | 5   | 3 | 1 | 2 | 0 | 8  | 3  | +5   |  | Guyana (H)                 |     | 2-2 |     |     |
| 3    | Barbade    | 4   | 3 | 1 | 1 | 1 | 4  | 4  | 0    |  | Barbade                    | 0-0 |     | 2-1 |     |
| 4    | Suriname   | 0   | 3 | 0 | 0 | 3 | 2  | 9  | -7   |  | Suriname                   | 1-6 | 0-1 |     |     |

- (si en caractère gras) : Sélection qualifiée pour le second tour

### Second tour
| Rang | Équipe             | Pts | J | G | N | P | Bp | Bc | Diff |  | Résultats (▼ dom., ► ext.) |     |     |     |     |     |
| ---- | ------------------ | --- | - | - | - | - | -- | -- | ---- |  | -------------------------- | --- | --- | --- | --- | --- |
| 1    | Jamaïque (H)       | 12  | 4 | 4 | 0 | 0 | 23 | 2  | +21  |  | Jamaïque (H)               | 6-1 |     |     | 9-0 |     |
| 2    | Trinité-et-Tobago  | 9   | 4 | 3 | 0 | 1 | 12 | 6  | +6   |  | Trinité-et-Tobago          |     | 1-4 |     | 5-0 |     |
| 3    | Cuba               | 6   | 4 | 2 | 0 | 2 | 12 | 9  | +3   |  | Cuba                       |     |     | 2-3 |     | 2-0 |
| 4    | Bermudes           | 3   | 4 | 1 | 0 | 3 | 5  | 9  | -4   |  | Bermudes                   |     | 0-4 | 0-3 |     |     |
| 5    | Antigua-et-Barbuda | 0   | 4 | 0 | 0 | 4 | 0  | 26 | -26  |  | Antigua-et-Barbuda         | 0-7 |     |     |     | 0-5 |

- (si en caractère gras) : Sélection qualifiée pour le Championnat féminin de la CONCACAF 2018

## Amérique centrale
| Rang | Équipe     | Pts | J | G | N | P | Bp | Bc | Diff |  | Résultats (▼ dom., ► ext.) |     |      |     |  |
| ---- | ---------- | --- | - | - | - | - | -- | -- | ---- |  | -------------------------- | --- | ---- | --- |  |
| 1    | Costa Rica | 9   | 3 | 3 | 0 | 0 | 18 | 2  | +16  |  | Costa Rica                 |     |      |     |  |
| 2    | Panama     | 6   | 3 | 2 | 0 | 1 | 11 | 5  | +6   |  | Panama                     | 4-0 | 1-3  | 6-2 |  |
| 3    | Nicaragua  | 1   | 3 | 0 | 1 | 2 | 3  | 10 | -7   |  | Nicaragua                  |     | 1-4  |     |  |
| 4    | Salvador   | 1   | 3 | 0 | 1 | 2 | 4  | 19 | -15  |  | Salvador                   | 2-2 | 0-11 |     |  |

Prévus début juin au Nicaragua, les matchs sont reportés à la fin août pour des raisons de sécurité dues à des manifestations dans le pays. Les éliminatoires se déroulent finalement dans un pays neutre, aux États-Unis, en Floride.
- (si en caractère gras) : Sélection qualifiée pour le Championnat féminin de la CONCACAF 2018